# Ma'an
Maʿān (in arabo  معان‎?) è una città situata in Giordania meridionale, a 218 km dalla capitale Amman. È il capoluogo del Governatorato di Maʿān.
Maʿān ha una popolazione di circa 41 000 persone. Per la precisione erano 22 989 durante il censimento del 1992, e sono stati stimati in circa 50 000 nel 2007, secondo quanto riportato dal comune di Maʿān.
Una cultura indicata col medesimo nome di Maʿān è esistita fin dal tempo dei Nabatei, e l'attuale città si trova a nord-ovest di quella antica. La città è un importante snodo dei trasporti, situata sull'antica Via Regia e anche sulla moderna Desert Highway.
Maʿān fu il luogo di scontro tra esercito giordano e gruppi fondamentalisti nel 2002, dopo la morte di un diplomatico statunitense.

## Storia
Nel periodo pre-islamico, Maʿān fu abitata dai Ghassanidi, i quali nominarono Farwa al-Juthamī governatore di Maʿān. Il regno ghassanide si trovava sotto l'influenza dell'Impero bizantino, ed era di fede cristiana.
Dopo la battaglia di Mu'ta, Farwa fu accusato di essere musulmano, cosicché i Ghassanidi arrestarono Farwa e lo crocifissero, nei pressi della sorgente calda di ʿAfra. In risposta la neonata umma musulmana di Medina inviò un esercito guidato da Usama ibn Zayd, il quale conquistò Maʿān.
Quando gli Omayyadi presero il controllo del califfato, Maʿān divenne fiorente e fino ad oggi è rimasta un importante snodo per i pellegrini che giungono dalla Turchia e dalla Siria per raggiungere La Mecca.
Nel 1559 gli ottomani costruirono a Maʿān la fortezza di Saraya, per fungere da riparo per i pellegrini diretti verso La Mecca. Nel 1902 la stazione ferroviaria di Maʿān unì la città di Damasco, in Siria, a Medina, nel Ḥijāz. Dopo la caduta di Damasco in mano ai francesi nel 1920 con la battaglia di Maysalun, l'emiro hascemita ʿAbd Allāh - figlio dello sharīf di Mecca e capo della rivolta araba - giunse a Maʿān per riorganizzare le forze arabe e conquistare la Siria. Il 5 gennaio 1920 incitò alla guerra contro gli ottomani e i loro alleati frano-britannici e più tardi nello stesso anno fu organizzato un piccolo esercito chiamato "esercito arabo", nucleo di quello che in seguito sarebbe diventato noto col nome di Legione araba.

## Geografia fisica

### Clima
Maʿān ha un clima arido, con estati calde e miti e inverni con molte precipitazioni.
I dati della seguente tabella sono dell'Hong Kong Observatory.
| Mese                               | Mesi  | Mesi  | Mesi  | Mesi  | Mesi  | Mesi  | Mesi  | Mesi  | Mesi  | Mesi  | Mesi  | Mesi  | Stagioni | Stagioni | Stagioni | Stagioni | Anno  |
| Mese                               | Gen   | Feb   | Mar   | Apr   | Mag   | Giu   | Lug   | Ago   | Set   | Ott   | Nov   | Dic   | Inv      | Pri      | Est      | Aut      | Anno  |
| ---------------------------------- | ----- | ----- | ----- | ----- | ----- | ----- | ----- | ----- | ----- | ----- | ----- | ----- | -------- | -------- | -------- | -------- | ----- |
| T. max. media (°C)                 | 13,4  | 15,4  | 19,0  | 24,2  | 28,7  | 32,4  | 33,9  | 34,1  | 32,3  | 27,2  | 20,3  | 15,1  | 14,6     | 24,0     | 33,5     | 26,6     | 24,7  |
| T. media (°C)                      | 7,5   | 9,1   | 12,2  | 16,9  | 20,8  | 24,0  | 25,5  | 25,6  | 23,8  | 19,5  | 13,5  | 9,0   | 8,5      | 16,6     | 25,0     | 18,9     | 17,3  |
| T. min. media (°C)                 | 1,6   | 2,8   | 5,3   | 9,5   | 13,0  | 15,6  | 17,2  | 17,2  | 15,4  | 11,7  | 6,8   | 3,0   | 2,5      | 9,3      | 16,7     | 11,3     | 9,9   |
| Precipitazioni (mm)                | 7,1   | 7,3   | 6,9   | 3,6   | 2,0   | 0,0   | 0,0   | 0,0   | 0,2   | 3,8   | 4,3   | 7,5   | 21,9     | 12,5     | 0,0      | 8,3      | 42,7  |
| Giorni di pioggia                  | 1,9   | 1,4   | 1,7   | 0,8   | 0,3   | 0,0   | 0,0   | 0,0   | 0,1   | 0,6   | 0,7   | 1,8   | 5,1      | 2,8      | 0,0      | 1,4      | 9,3   |
| Eliofania assoluta (ore al giorno) | 229,4 | 228,8 | 263,5 | 270,0 | 322,4 | 369,0 | 384,4 | 365,8 | 318,0 | 291,4 | 246,0 | 223,2 | 227,1    | 285,3    | 373,1    | 285,1    | 292,7 |

## Istruzione
L'università al-Husayn ibn Talal è l'unica università di Maʿān, e offre una gamma di 38 indirizzi differenti, divisi in Ingegneria, Arte, Scienze, Economia, Archeologia, Istruzione e Infermieristica.